# Starý židovský hřbitov v Ústí nad Labem
Starý židovský hřbitov se v Ústí nad Labem nacházel na nároží ulic Jana Palacha a Sadové, v místech dnešních Městských sadů. Založen byl roku 1866 a jeho celková rozloha čítala 500 m2. Pohřbívalo se zde až do roku 1893, kdy vznikl nový židovský hřbitov, jakožto zvláštní oddělení v rámci centrálního hřbitova na Ovčím vrchu. V roce 1924 byly náhrobní kameny položeny a zakryty vrstvou zeminy. Od následujícího roku je hřbitov součástí městského parku. V roce 1995 prodala židovská náboženská obec pozemek hřbitova městu a v roce 2005 vznikl na místě někdejšího starého židovského hřbitova památník obětem holocaustu. Ten tvoří žulová skulptura ve tvaru Davidovy hvězdy zabořené do země.

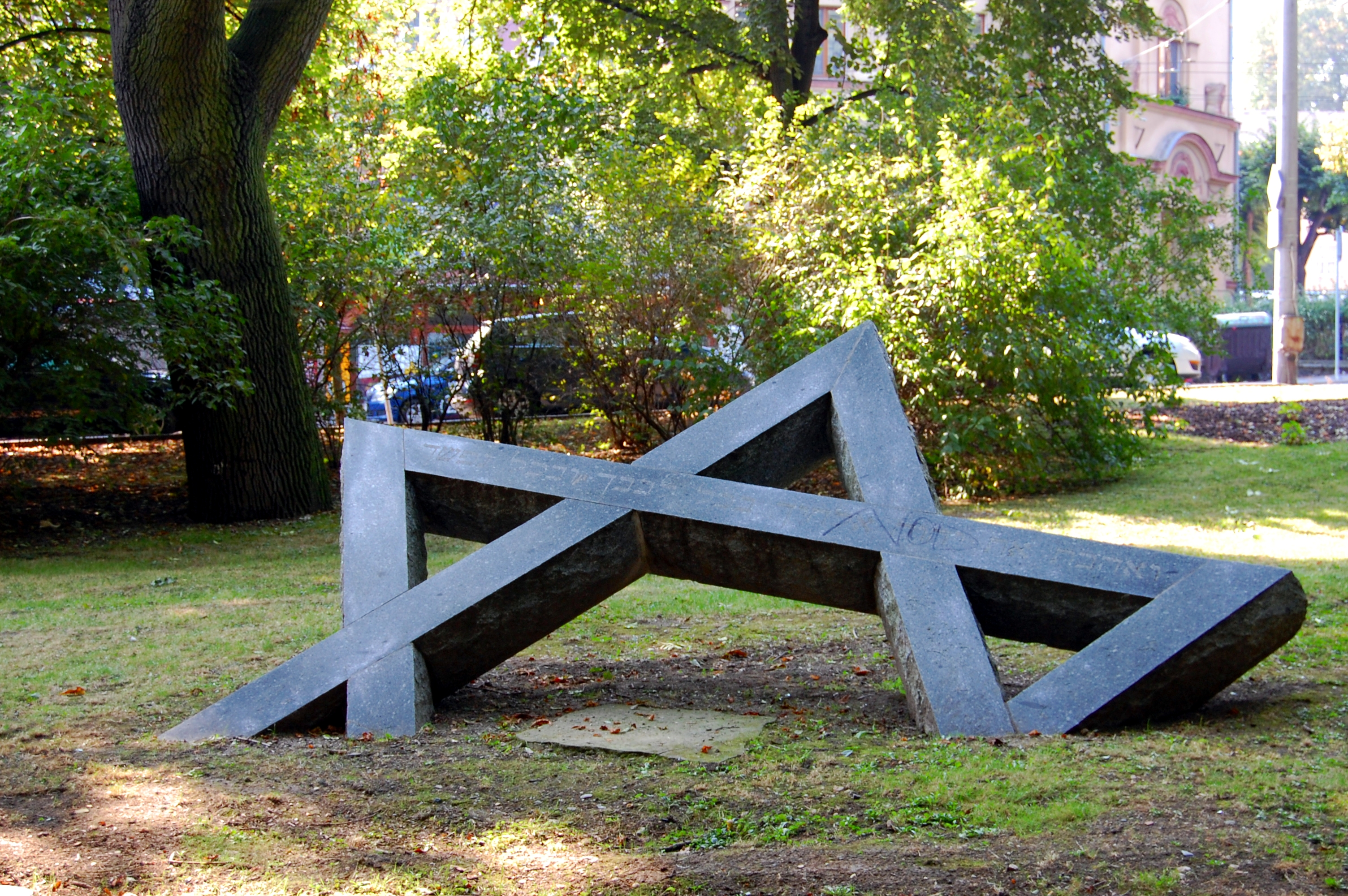
Památník obětem holocaustu na místě někdejšího starého židovského hřbitova
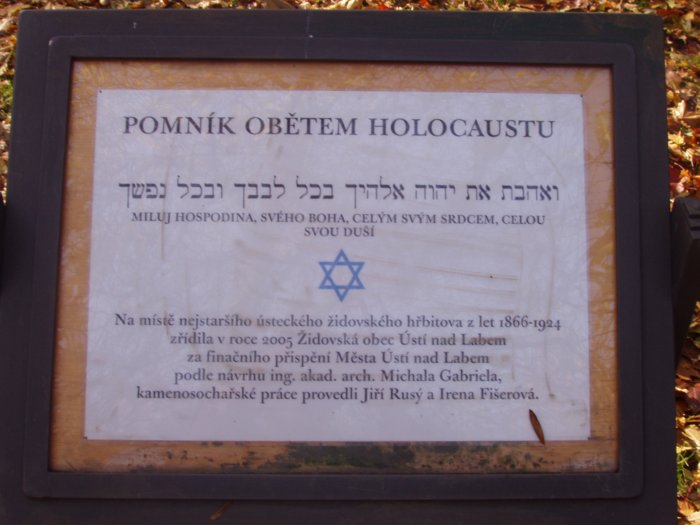
Informační cedule u památníku obětem holocaustu